# Superliga polska w piłce ręcznej mężczyzn (2011/2012)/Składy-Transfery

## Legenda
(*) – zawodnik dołączył do klubu w trakcie sezonu

(**) – zawodnik odszedł z klubu w trakcie sezonu

## Azoty-Puławy
Trener:  Marcin Kurowski

Asystent:  Piotr Dropek

Kierownik drużyny:  Ryszard Antolak

Trener bramkarzy:  Przemysław Paczkowski
| Nr | Imię i nazwisko       | Data urodzenia         | Wzrost | Waga | Pozycja      | Były klub                              |
| -- | --------------------- | ---------------------- | ------ | ---- | ------------ | -------------------------------------- |
| 2  | Paweł Kowalik *       | 13 marca 1991(dts)     | 191    | 85   | skrzydłowy   | Piotrkowianin Piotrków Trybunalski     |
| 3  | Michał Bałwas         | 28 września 1990(dts)  | 173    | 72   | skrzydłowy   | HC Baník Karviná                       |
| 5  | Sebastian Płaczkowski | 11 stycznia 1981(dts)  | 178    | 78   | skrzydłowy   | wychowanek                             |
| 6  | Krzysztof Tylutki     | 23 lipca 1985(dts)     | 188    | 82   | rozgrywający | AZS AWF Warszawa                       |
| 7  | Dimitro Zinczuk       | 29 kwietnia 1978(dts)  | 194    | 94   | rozgrywający | Piotrkowianin Piotrków                 |
| 10 | Krzysztof Łyżwa       | 28 maja 1990(dts)      | 195    | 90   | rozgrywający | HC Baník Karviná                       |
| 11 | Mateusz Kus           | 14 lipca 1987(dts)     | 200    | 100  | obrotowy     | GKS Olimpia Piekary Śląskie            |
| 12 | Marcin Gładysz **     | 22 lutego 1991(dts)    | 198    | 82   | bramkarz     | wychowanek                             |
| 13 | Artur Witkowski       | 23 lutego 1975(dts)    | 183    | 80   | rozgrywający | AZS AWF Biała Podlaska                 |
| 15 | Mateusz Przybylski *  | 24 września 1991(dts)  | 195    | 90   | rozgrywający | Vive Targi Kielce                      |
| 16 | Piotr Wyszomirski     | 6 stycznia 1988(dts)   | 194    | 95   | bramkarz     | SMS Gdańsk                             |
| 17 | Dmitrij Afanasjev     | 14 marca 1984(dts)     | 191    | 89   | skrzydłowy   | MKS Piotrkowianin Piotrków Trybunalski |
| 18 | Michał Szyba          | 18 marca 1988(dts)     | 195    | 92   | rozgrywający | Unia Lublin                            |
| 20 | Paweł Grzelak         | 26 listopada 1987(dts) | 200    | 110  | obrotowy     | wychowanek                             |
| 21 | Piotr Masłowski       | 20 lutego 1988(dts)    | 190    | 85   | rozgrywający | MKS Piotrkowianin Piotrków Trybunalski |
| 22 | Maciej Stęczniewski   | 8 maja 1973(dts)       | 208    | 110  | bramkarz     | TSV Hannover-Burgdorf                  |
| 73 | Grzegorz Gowin        | 15 września 1973(dts)  | 200    | 102  | rozgrywający | ULZ Sparkasse Schwaz                   |
| 77 | Kirił Kołew           | 18 lipca 1978(dts)     | 197    | 90   | bramkarz     | RK Borec Veles                         |
| 78 | Wojciech Zydroń **    | 28 maja 1978(dts)      | 183    | 85   | skrzydłowy   | Vive Targi Kielce                      |

Przyszli:
- Michał Bałwas ←  HC Baník Karviná[1]
- Kirił Kołew ←  RK Borec Veles[2]
- Paweł Kowalik ←  Piotrkowianin Piotrków Trybunalski (powrót z wypożyczenia)[3]
- Krzysztof Łyżwa ←  HC Baník Karviná[1]
- Piotr Masłowski ←  MKS Piotrkowianin Piotrków Trybunalski[1]
- Mateusz Przybylski ←  Vive Targi Kielce[4]
- Krzysztof Tylutki ←  AZS-AWF Warszawa (powrót z wypożyczenia)[5]

Odeszli:
- Marcin Gładysz →  AZS Politechnika Radomska (wypożyczenie)[6]
- Paweł Kowalik →  MKS Piotrkowianin Piotrków Trybunalski[7]
- Tomasz Pomiankiewicz →[5]
- Mateusz Rutkowski →  MKS Piotrkowianin Piotrków Trybunalski[7]
- Oleg Semenov →  Jurand Ciechanów[8]
- Paweł Sieczka → koniec kariery[1]
- Maciej Sieczkowski →  AZS Politechnika Radomska[9]
- Wojciech Zydroń →  Gaz-System Pogoń Szczecin (kontrakt rozwiązany w marcu, przez dwa miesiące pozostawał bez klubu)[10]

## Chrobry Głogów
Trener: Zbigniew Markuszewski

Asystent: Piotr Zembrzuski

Kierownik drużyny:  Stanisław Cenker

| Nr | Imię i nazwisko      | Data urodzenia            | Wzrost | Waga | Pozycja      | Były klub                   |
| -- | -------------------- | ------------------------- | ------ | ---- | ------------ | --------------------------- |
| 2  | Paweł Piętak         | 10 marca 1983(dts)        | 183    | 92   | skrzydłowy   | Śląsk Wrocław               |
| 3  | Sebastian Różański   | 4 sierpnia 1980(dts)      | 191    | 110  | rozgrywający | Piotrkowianin Piotrków      |
| 4  | Michał Bednarek      | 30 maja 1988(dts)         | 196    | 93   | rozgrywający | AZS-AWFiS Gdańsk            |
| 5  | Tomasz Mochocki      | 6 marca 1985(dts)         | 194    | 101  | rozgrywający | Stal Mielec                 |
| 6  | Ireneusz Żak         | 9 marca 1989(dts)         | 185    | 89   | skrzydłowy   | SMS Gdańsk                  |
| 7  | Marek Świtała        | 16 kwietnia 1980(dts)     | 176    | 88   | skrzydłowy   | Zagłębie Lubin              |
| 9  | Krystian Kuta        | 30 maja 1984(dts)         | 192    | 100  | rozgrywający | Grunwald Poznań             |
| 10 | Jakub Łucak          | 18 września 1989(dts)     | 180    | 81   | skrzydłowy   | Vive Targi II Kielce        |
| 11 | Mateusz Frąszczak    | 19 lutego 1985(dts)       | 186    | 86   | rozgrywający | Śląsk Wrocław               |
| 12 | Rafał Stachera       | 28 kwietnia 1986(dts)     | 186    | 87   | bramkarz     | Śląsk Wrocław               |
| 13 | Robert Fogler **     | 31 maja 1984(dts)         | 194    | 100  | rozgrywający | GSPR Gorzów Wielkopolski    |
| 14 | Mateusz Płaczek      | 21 grudnia 1985(dts)      | 186    | 103  | obrotowy     | GKS Olimpia Piekary Śląskie |
| 15 | Piotr Olęcki         | 1 stycznia 1986(dts)      | 188    | 93   | rozgrywający | AZS-AWFiS Gdańsk            |
| 17 | Michał Wysokiński    | 4 marca 1985(dts)         | 185    | 111  | obrotowy     | AZS-AWFiS Gdańsk            |
| 18 | Grzegorz Czekałowski | 22 marca 1992(dts)        | 181    | 68   | skrzydłowy   | wychowanek                  |
| 19 | Kamil Motyl          | 19 sierpnia 1992(dts)     | 183    | 65   | rozgrywający | wychowanek                  |
| 21 | Adam Świątek *       | 10 marca 1990(dts)        | 194    | 103  | rozgrywający | Miedź Legnica               |
| 22 | Sebastian Zapora     | 15 czerwca 1988(dts)      | 197    | 103  | bramkarz     | SMS Gdańsk                  |
| 27 | Maciej Ścigaj        | 7 czerwca 1982(dts)       | 190    | 100  | rozgrywający | Miedź Legnica               |
| 90 | Michał Kapela        | 22 października 1992(dts) | 190    | 90   | bramkarz     | wychowanek                  |

Przyszli:
- Grzegorz Czekałowski ← wychowanek[11]
- Robert Fogler ←  GSPR Gorzów Wielkopolski[11]
- Michał Kapela ←  SMS Gdańsk[1]
- Zbigniew Markuszewski (trener) ←  MMTS Kwidzyn[12]
- Kamil Motyl ← wychowanek[11]
- Adam Świątek ←  Miedź Legnica[13]

Odeszli:
- Robert Fogler →[14]
- Adrian Marciniak →[1]
- Krzysztof Misiaczyk →[1]
- Krzysztof Szczęsny →  GSPR Gorzów Wielkopolski[1]
- Tadeusz Jednoróg (trener) →[1]

## Jurand Ciechanów
Trener:  Paweł Noch

Asystent:

Kierownik drużyny:  Waldemar Panfil

| Nr | Imię i nazwisko   | Data urodzenia            | Wzrost | Waga | Pozycja      | Były klub                          |
| -- | ----------------- | ------------------------- | ------ | ---- | ------------ | ---------------------------------- |
| 4  | Oleg Semenov      | 16 września 1982(dts)     | 196    | 97   | rozgrywający | Azoty-Puławy                       |
| 5  | Konrad Rurarz     | 14 kwietnia 1983(dts)     | 179    | 75   | skrzydłowy   | AZS-AWF Biała Podlaska             |
| 7  | Adrian Piórkowski | 1 lipca 1987(dts)         | 188    | 85   | skrzydłowy   | Orlen Wisła Płock II               |
| 8  | Damian Piórkowski | 21 października 1988(dts) | 189    | 88   | rozgrywający | Piotrkowianin Piotrków Trybunalski |
| 9  | Michał Prątnicki  | 4 stycznia 1987(dts)      | 183    | 89   | rozgrywający | wychowanek                         |
| 10 | Tomasz Klinger    | 22 marca 1991(dts)        | 186    | 91   | skrzydłowy   | Orlen Wisła Płock                  |
| 11 | Piotr Kraszewski  | 18 czerwca 1992(dts)      | 182    | 92   | rozgrywający | wychowanek                         |
| 12 | Marcin Krajewski  | 26 października 1983(dts) | 188    | 94   | bramkarz     | wychowanek                         |
| 13 | Sławomir Dmowski  | 3 lutego 1987(dts)        | 182    | 95   | obrotowy     | wychowanek                         |
| 14 | Łukasz Jurkiewicz | 17 lipca 1989(dts)        | 184    | 87   | rozgrywający | wychowanek                         |
| 17 | Szymon Nowaliński | 23 maja 1989(dts)         | 188    | 94   | rozgrywający | Wisła Płock                        |
| 19 | Rafał Krajewski   | 13 września 1990(dts)     | 172    | 69   | skrzydłowy   | wychowanek                         |
| 22 | Marek Wróbel      | 26 sierpnia 1985(dts)     | 190    | 90   | bramkarz     | Wójcik Meble-Techtrans Elbląg      |
| 23 | Damian Malandy    | 28 czerwca 1982(dts)      | 187    | 96   | obrotowy     | Wójcik Meble-Techtrans Elbląg      |
| 33 | Piotr Pakulski    | 3 maja 1988(dts)          | 183    | 103  | obrotowy     | Wisła Płock                        |
| 35 | Rafał Grzybowski  | 22 października 1990(dts) | 193    | 95   | bramkarz     | wychowanek                         |
| 76 | Tomasz Malesa     | 19 maja 1976(dts)         | 190    | 98   | rozgrywający | Gaz System Pogoń Szczecin          |

Przyszli:
- Tomasz Klinger ←  Orlen Wisła Płock (wypożyczenie)[15]
- Damian Malandy ←  Wójcik Meble-Techtrans Elbląg[16]
- Tomasz Malesa ←  Gaz System Pogoń Szczecin[16]
- Adrian Piórkowski ←  Orlen Wisła Płock II[16]
- Oleg Semenov ←  Azoty-Puławy[8]
- Marek Wróbel ←  Wójcik Meble-Techtrans Elbląg[16]

Odeszli:
- Jakub Bonisławski → bez klubu[17]
- Marcin Krysiak → koniec kariery[18]
- Andrzej Marszałek → koniec kariery[1]
- Rafał Niećko →[18]

## Miedź Legnica
Trener:  Marek Motyczyński

Asystent:

Kierownik drużyny:  Mieczysław Chowaniec

| Nr | Imię i nazwisko      | Data urodzenia            | Wzrost | Waga | Pozycja      | Były klub          |
| -- | -------------------- | ------------------------- | ------ | ---- | ------------ | ------------------ |
| 1  | Lech Kryński         | 3 listopada 1985(dts)     | 193    | 90   | bramkarz     | AZS Katowice       |
| 2  | Władimir Huziejew    | 28 kwietnia 1980(dts)     | 193    | 105  | rozgrywający | GSPR Gorzów Wlkp.  |
| 3  | Jarosław Paluch      | 30 września 1984(dts)     | 192    | 103  | obrotowy     | Chrobry Głogów     |
| 6  | Paweł Gregor         | 14 stycznia 1992(dts)     | 197    | 92   | rozgrywający | Zagłębie Lubin     |
| 7  | Robert Szuszkiewicz  | 14 marca 1991(dts)        | 192    | 87   | rozgrywający | wychowanek         |
| 10 | Grzegorz Garbacz     | 22 czerwca 1976(dts)      | 190    | 105  | rozgrywający | Śląsk Wrocław      |
| 11 | Adam Skrabania       | 21 lutego 1985(dts)       | 183    | 82   | skrzydłowy   | ASPR Zawadzkie     |
| 12 | Artur Banisz         | 2 sierpnia 1978(dts)      | 193    | 94   | bramkarz     | Śląsk Wrocław      |
| 14 | Piotr Swat           | 8 czerwca 1986(dts)       | 178    | 85   | skrzydłowy   | Śląsk Wrocław      |
| 17 | Paweł Piwko          | 7 października 1982(dts)  | 188    | 95   | skrzydłowy   | Vive Targi Kielce  |
| 18 | Andrzej Brygier      | 16 października 1981(dts) | 186    | 90   | skrzydłowy   | Żagiew Dzierżoniów |
| 21 | Adam Świątek **      | 10 marca 1990(dts)        | 194    | 103  | rozgrywający | Śląsk Wrocław      |
| 83 | Bogumił Buchwald     | 20 grudnia 1983(dts)      | 199    | 98   | rozgrywający | SV Anhalt Bernburg |
|    | Wojciech Czuwara     |                           | 194    |      | skrzydłowy   | Żagiew Dzierżoniów |
|    | Łukasz Jarowicz      | 2 maja 1987(dts)          | 193    | 102  | obrotowy     | AZS Zielona Góra   |
|    | Aleksander Kokoszka  | 27 grudnia 1983(dts)      | 195    | 100  | rozgrywający | HG Saarlouis       |
|    | Bartłomiej Koprowski | 11 maja 1989(dts)         | 201    | 95   | rozgrywający | AZS Zielona Góra   |
|    | Paweł Wita           | 26 stycznia 1980(dts)     | 190    | 90   | rozgrywający | Żagiew Dzierżoniów |

Przyszli:
- Wojciech Czuwara ←  Żagiew Dzierżoniów[19]
- Łukasz Jarowicz ←  AZS Zielona Góra[19]
- Aleksander Kokoszka ←  HG Saarlouis[20]
- Bartłomiej Koprowski ←  AZS Zielona Góra[19]
- Marek Motyczyński (trener) ←  Azoty-Puławy[21]
- Paweł Wita ←  Żagiew Dzierżoniów[19]

Odeszli:
- Marek Boneczko →[22]
- Tomasz Fabiszewski →[22]
- Edward Strząbała (trener) →[21]
- Artur Szabat →[22]
- Adam Świątek →  Chrobry Głogów[13]

## MMTS Kwidzyn
Trener:  Krzysztof Kotwicki

Asystent: ?

Kierownik drużyny:  Marek Ścieszko

| Nr | Imię i nazwisko     | Data urodzenia         | Wzrost | Waga | Pozycja      | Były klub             |
| -- | ------------------- | ---------------------- | ------ | ---- | ------------ | --------------------- |
| 3  | Adam Pacześny       | 11 kwietnia 1990(dts)  | 189    | 99   | obrotowy     | SMS Gdańsk            |
| 4  | Adrian Nogowski     | 27 marca 1990(dts)     | 182    | 86   | skrzydłowy   | wychowanek            |
| 5  | Kamil Krieger       | 2 kwietnia 1987(dts)   | 190    | 94   | rozgrywający | Vive Targi Kielce     |
| 6  | Maciej Mroczkowski  | 1 czerwca 1980(dts)    | 183    | 85   | rozgrywający | wychowanek            |
| 7  | Robert Orzechowski  | 20 listopada 1989(dts) | 190    | 90   | rozgrywający | SMS Gdańsk            |
| 8  | Michał Peret        | 13 sierpnia 1987(dts)  | 185    | 101  | obrotowy     | wychowanek            |
| 10 | Michał Adamuszek    | 29 kwietnia 1986(dts)  | 191    | 108  | rozgrywający | Vive Targi Kielce     |
| 11 | Marcin Markuszewski | 29 grudnia 1983(dts)   | 185    | 82   | skrzydłowy   | AZS-AWFiS Gdańsk      |
| 12 | Miłosz Jedowski     | 1 marca 1987(dts)      | 185    | 76   | bramkarz     | wychowanek            |
| 13 | Przemysław Rosiak   | 4 lipca 1986(dts)      | 192    | 92   | rozgrywający | wychowanek            |
| 15 | Patryk Rombel       | 16 lipca 1983(dts)     | 181    | 84   | skrzydłowy   | wychowanek            |
| 16 | Sebastian Suchowicz | 20 stycznia 1976(dts)  | 188    | 85   | bramkarz     | Warszawianka Warszawa |
| 17 | Mateusz Seroka      | 24 grudnia 1988(dts)   | 176    | 75   | skrzydłowy   | SMS Gdańsk            |
| 18 | Antoni Łangowski    | 19 kwietnia 1990(dts)  | 195    | 92   | rozgrywający | wychowanek            |
| 22 | Michał Waszkiewicz  | 13 września 1982(dts)  | 197    | 94   | rozgrywający | AZS-AWFiS Gdańsk      |
| 23 | Damian Kostrzewa    | 19 września 1988(dts)  | 188    | 90   | skrzydłowy   | Vive Targi Kielce     |
|    | Krzysztof Szczecina | 25 lipca 1990(dts)     | 191    | 90   | bramkarz     | Vive Targi Kielce     |
|    | Michał Daszek       | 27 czerwca 1992(dts)   | 180    | 70   | skrzydłowy   | SMS Gdańsk            |
|    | Kamil Sadowski      | 29 września 1986(dts)  | 190    | 105  | rozgrywający | Nielba Wągrowiec      |

Przyszli:
- Michał Daszek ←  SMS Gdańsk[1]
- Krzysztof Kotwicki[23]
- Kamil Sadowski ←  Nielba Wągrowiec[1]
- Krzysztof Szczecina ←  Vive Targi Kielce (wypożyczenie)[24]

Odeszli:
- Łukasz Cieślak →  Vetrex Sokół Kościerzyna[1]
- Dzmitry Marhun →  Powen Zabrze[25]
- Zbigniew Markuszewski →  Chrobry Głogów[23]

## Nielba Wągrowiec
Trener:  Dariusz Molski

Asystent:  Paweł Galus

Kierownik drużyny:  Piotr Łuszcz

| Nr | Imię i nazwisko      | Data urodzenia         | Wzrost | Waga | Pozycja      | Były klub                          |
| -- | -------------------- | ---------------------- | ------ | ---- | ------------ | ---------------------------------- |
| 1  | Adrian Konczewski    | 15 lutego 1985(dts)    | 188    | 97   | bramkarz     | Wisła Płock                        |
| 4  | Łukasz Gierak        | 22 czerwca 1988(dts)   | 192    | 98   | rozgrywający | wychowanek                         |
| 5  | Bartosz Witkowski    | 1 maja 1986(dts)       | 190    | 104  | obrotowy     | wychowanek                         |
| 6  | Przemysław Krajewski | 20 stycznia 1987(dts)  | 184    | 79   | rozgrywający | Jurand Ciechanów                   |
| 7  | Dawid Przysiek       | 4 lutego 1987(dts)     | 188    | 91   | rozgrywający | wychowanek                         |
| 8  | Bartosz Świerad      | 12 marca 1983(dts)     | 188    | 88   | rozgrywający | Piotrkowianin Piotrków Trybunalski |
| 10 | Łukasz Białaszek     | 3 czerwca 1984(dts)    | 184    | 87   | skrzydłowy   | Piotrkowianin Piotrków Trybunalski |
| 11 | Jakub Płócienniczak  | 10 stycznia 1984(dts)  | 196    | 105  | obrotowy     | Piotrkowianin Piotrków Trybunalski |
| 15 | Oleksi Szyczkow      | 25 lutego 1984(dts)    | 182    | 87   | skrzydłowy   | Wisła Płock                        |
| 18 | Rafał Przybylski     | 19 lutego 1991(dts)    | 197    | 106  | rozgrywający | Kusy Szczecin                      |
| 20 | Michał Tórz          | 5 maja 1984(dts)       | 188    | 94   | rozgrywający | Śląsk Wrocław                      |
| 21 | Dariusz Widziński    | 16 listopada 1993(dts) | 172    | 61   | skrzydłowy   | wychowanek                         |
| 23 | Dawid Matłoka        | 5 stycznia 1991(dts)   | 188    | 76   | skrzydłowy   | wychowanek                         |
| 24 | Dawid Pietrzkiewicz  | 10 lipca 1993(dts)     | 183    | 88   | obrotowy     | wychowanek                         |
| 26 | Bartosz Biniewski    | 6 stycznia 1993(dts)   | 182    | 73   | rozgrywający | wychowanek                         |
| 83 | Marek Kubiszewski    | 25 kwietnia 1983(dts)  | 204    | 111  | bramkarz     | Vive Targi Kielce                  |
|    | Paweł Niewrzawa      | 28 września 1992(dts)  | 183    | 79   | rozgrywający | SMS Gdańsk                         |
|    | Paweł Smoliński      | 3 stycznia 1992(dts)   | 180    | 70   | skrzydłowy   | SMS Gdańsk                         |
|    | Andriej Wachnowicz   | 13 czerwca 1988(dts)   | 186    | 96   | rozgrywający | Mieszków Brześć                    |

Przyszli:
- Paweł Niewrzawa ←  SMS Gdańsk[26]
- Paweł Smoliński ←  SMS Gdańsk[1]
- Andriej Wachnowicz ←  Mieszków Brześć[27]

Odeszli:
- Kamil Ciok →  KPR Legionowo[28]
- Kamil Sadowski →  MMTS Kwidzyn[1]
- Jacek Szulc →[29]
- Andrzej Wasilek →  Bevo HC[29]

## Orlen Wisła Płock
Trener:  Lars Walther

Asystent:  Krzysztof Kisiel

Kierownik drużyny:  Grzegorz Markiewicz

| Nr | Imię i nazwisko      | Data urodzenia            | Wzrost | Waga | Pozycja      | Były klub                          |
| -- | -------------------- | ------------------------- | ------ | ---- | ------------ | ---------------------------------- |
| 2  | Zbigniew Kwiatkowski | 2 kwietnia 1985(dts)      | 203    | 114  | obrotowy     | Jurand Ciechanów                   |
| 3  | Piotr Chrapkowski    | 24 marca 1988(dts)        | 203    | 90   | rozgrywający | AZS-AWF Gdańsk                     |
| 6  | Joakim Bäckström     | 1 stycznia 1986(dts)      | 180    | 80   | skrzydłowy   | H 43 Lund                          |
| 7  | Arkadiusz Miszka     | 13 lipca 1980(dts)        | 186    | 86   | skrzydłowy   | Piotrkowianin Piotrków Trybunalski |
| 10 | Adam Wiśniewski      | 24 października 1980(dts) | 190    | 82   | skrzydłowy   | wychowanek                         |
| 12 | Marcin Wichary       | 17 lutego 1980(dts)       | 193    | 99   | bramkarz     | Warszawianka Warszawa              |
| 14 | Bostjan Kavaš        | 13 września 1978(dts)     | 191    | 95   | rozgrywający | Metałurg Skopje                    |
| 15 | Luka Dobelšek        | 12 stycznia 1983(dts)     | 191    | 89   | rozgrywający | TV Emsdetten                       |
| 17 | Michał Zołoteńko     | 21 marca 1979(dts)        | 192    | 97   | rozgrywający | Sambor Tczew                       |
| 19 | Adam Twardo          | 26 maja 1983(dts)         | 195    | 95   | rozgrywający | wychowanek                         |
| 21 | Kamil Syprzak        | 23 lipca 1991(dts)        | 208    | 116  | obrotowy     | MUKS 21 Płock                      |
| 22 | Morten Seier         | 27 marca 1977(dts)        | 193    | 99   | bramkarz     | RK Gorenje Velenje                 |
| 23 | Paweł Paczkowski     | 14 czerwca 1993(dts)      | 196    | 86   | rozgrywający | wychowanek                         |
| 33 | Vukašin Rajković     | 7 kwietnia 1983(dts)      | 197    | 104  | rozgrywający | FCK Håndbold                       |
| 8  | Nikola Eklemović     | 8 lutego 1978(dts)        | 192    | 100  | rozgrywający | MKB Veszprém KC                    |
| 11 | Michał Kubisztal     | 23 marca 1980(dts)        | 194    | 101  | rozgrywający | Füchse Berlin                      |
| 9  | Christian Spanne     | 22 czerwca 1986(dts)      | 180    | 75   | skrzydłowy   | Drammen HK                         |
| 20 | Muhamed Toromanović  | 9 kwietnia 1984(dts)      | 195    | 105  | obrotowy     | KIF Kolding                        |

Przyszli:
- Nikola Eklemović ←  MKB Veszprém KC[1]
- Michał Kubisztal ←  Füchse Berlin[1]
- Christian Spanne ←  Drammen HK[1]
- Muhamed Toromanović ←  KIF Kolding[1]

Odeszli:
- Wiktor Jędrzejewski →  Stal Mielec[30]
- Tomasz Klinger →  Jurand Ciechanów (wypożyczenie)[15]
- Rafał Kuptel → koniec kariery[31]
- Dmitrij Kuzielew → koniec kariery[1]
- Kamil Mokrzki →  Powen Zabrze[32]
- Tomasz Paluch → koniec kariery[31]
- Adrian Piórkowski → Jurand Ciechanów[16]
- Vegard Samdahl →  Viking Stavanger HK[33]

## NMC Powen Zabrze
Trener:  Bogdan Zajączkowski

Asystent:

Kierownik drużyny:

| Nr | Imię i nazwisko     | Data urodzenia            | Wzrost | Waga | Pozycja      | Były klub                          |
| -- | ------------------- | ------------------------- | ------ | ---- | ------------ | ---------------------------------- |
| 1  | Sebastian Kicki     | 28 lutego 1983(dts)       | 180    | 83   | bramkarz     | AZS-AWF Katowice                   |
| 2  | Dariusz Mogielnicki | 17 marca 1979(dts)        | 193    | 103  | obrotowy     | LHV Hoyerswerda                    |
| 4  | Adrian Niedośpiał   | 25 stycznia 1984(dts)     | 184    | 90   | skrzydłowy   | Zagłębie Lubin                     |
| 6  | Paweł Biłko         | 6 czerwca 1988(dts)       | 195    | 92   | rozgrywający | Piotrkowianin Piotrków Trybunalski |
| 7  | Michał Szolc        | 22 czerwca 1977(dts)      | 188    | 90   | rozgrywający | LHV Hoyerswerda                    |
| 8  | Łukasz Stodtko      | 3 września 1982(dts)      | 200    | 102  | rozgrywający | Chrobry Głogów                     |
| 12 | Maciej Białecki     | 8 czerwca 1992(dts)       | 186    | 86   | bramkarz     | wychowanek                         |
| 16 | Cezary Winkler      | 31 lipca 1969(dts)        | 187    | 81   | bramkarz     | Grunwald Ruda Śląska               |
| 17 | Łukasz Płonka       | 28 lutego 1989(dts)       | 185    | 76   | skrzydłowy   | Grunwald Ruda Śląska               |
| 18 | Łukasz Kulak        | 7 listopada 1984(dts)     | 186    | 90   | rozgrywający | Śląsk Wrocław                      |
| 19 | Aleksander Kryszeń  | 7 kwietnia 1990(dts)      | 179    | 81   | skrzydłowy   |                                    |
| 20 | Aleksandr Bushkov   | 11 sierpnia 1982(dts)     | 192    | 84   | rozgrywający | University Gomel                   |
| 22 | Arkadiusz Kowalski  | 18 czerwca 1985(dts)      | 193    | 90   | rozgrywający | GKS Olimpia Piekary Śląskie        |
| 23 | Marcin Kijowski     | 17 czerwca 1991(dts)      | 190    | 86   | skrzydłowy   | UKS 9 Legnica                      |
| 26 | Łukasz Kandora      | 30 marca 1983(dts)        | 193    | 103  | obrotowy     | AZS AWF Biała Podlaska             |
| 45 | Dominik Droździk    | 17 października 1985(dts) | 191    | 100  | obrotowy     | ASPR Zawadzkie                     |
| 66 | Remigiusz Lasoń     | 5 stycznia 1982(dts)      | 200    | 105  | rozgrywający | Azoty-Puławy                       |
|    | Łukasz Achruk       | 2 marca 1986(dts)         | 194    | 95   | rozgrywający | Piotrkowianin Piotrków Trybunalski |
|    | Dan Hojnik          | 28 czerwca 1978(dts)      | 200    | 100  | rozgrywający | SKP Frýdek-Místek                  |
|    | Dzmitry Marhun      | 21 października 1979(dts) | 193    | 91   | rozgrywający | MMTS Kwidzyn                       |
|    | Kamil Mokrzki       | 29 października 1991(dts) | 184    | 87   | rozgrywający | Orlen Wisła Płock                  |
|    | Witalij Nat         | 12 kwietnia 1977(dts)     | 181    | 85   | skrzydłowy   | Vive Targi Kielce                  |
|    | Piotr Ner           | 8 grudnia 1982(dts)       | 190    | 97   | bramkarz     | Piotrkowianin Piotrków Trybunalski |
|    | Paweł Swat          | 8 czerwca 1986(dts)       | 185    | 88   | skrzydłowy   | ASPR Zawadzkie                     |

Przyszli:
- Łukasz Achruk ←  Piotrkowianin Piotrków Trybunalski[25]
- Dan Hojnik ←  SKP Frýdek-Místek[1]
- Dzmitry Marhun ←  MMTS Kwidzyn[25]
- Kamil Mokrzki ←  Orlen Wisła Płock[32]
- Witalij Nat ←  Powen Zabrze[34]
- Piotr Ner ←  Piotrkowianin Piotrków Trybunalski[1]
- Paweł Swat ←  ASPR Zawadzkie[1]
- Bogdan Zajączkowski (trener) ←[35]

Odeszli:
- Lesław Kąpa →[25]
- Krzysztof Przybylski →  Piotrkowianin Piotrków Trybunalski[36]
- Tomasz Rybarczyk →[25]
- Krzysztof Wojtynek → koniec kariery[1]

## Tauron Stal Mielec
Trener:  Ryszard Skutnik

Asystent: ?

Kierownik drużyny:  Robert Zawada

| Nr | Imię i nazwisko         | Data urodzenia            | Wzrost | Waga | Pozycja      | Były klub                |
| -- | ----------------------- | ------------------------- | ------ | ---- | ------------ | ------------------------ |
| 1  | Adam Wolański           | 16 czerwca 1969(dts)      | 192    | 90   | bramkarz     | Warmia Olsztyn           |
| 2  | Paweł Wilk              | 5 kwietnia 1984(dts)      | 178    | 76   | skrzydłowy   | wychowanek               |
| 3  | Paweł Albin             | 4 maja 1976(dts)          | 192    | 95   | rozgrywający | Viking Handball          |
| 4  | Łukasz Janyst           | 6 października 1983(dts)  | 173    | 87   | skrzydłowy   | Vive Targi Kielce        |
| 5  | Łukasz Szatko           | 18 kwietnia 1991(dts)     | 193    | 91   | rozgrywający | Unia Tarnów              |
| 6  | Adrian Najuch           | 21 lutego 1993(dts)       | 184    | 77   | skrzydłowy   | wychowanek               |
| 7  | Grzegorz Sobut          | 12 marca 1983(dts)        | 189    | 107  | rozgrywający | AZS Radom                |
| 8  | Wiktor Jędrzejewski     | 5 września 1987(dts)      | 197    | 102  | obrotowy     | Orlen Wisła Płock        |
| 9  | Marek Szpera            | 9 września 1987(dts)      | 192    | 83   | rozgrywający | Ostrovia Ostrów Wlkp.    |
| 10 | Adam Babicz             | 6 grudnia 1985(dts)       | 191    | 102  | rozgrywający | Zagłębie Lubin           |
| 11 | Dariusz Kubisztal       | 11 października 1977(dts) | 193    | 102  | obrotowy     | Anilana Łódź             |
| 13 | Paweł Gawęcki           | 9 stycznia 1987(dts)      | 193    | 105  | rozgrywający | Vive Targi Kielce        |
| 16 | Paweł Kiepulski         | 7 stycznia 1987(dts)      | 194    | 95   | bramkarz     | GSPR Gorzów Wielkopolski |
| 17 | Marcin Basiak           | 21 kwietnia 1981(dts)     | 185    | 93   | skrzydłowy   | wychowanek               |
| 19 | Rafał Gliński           | 29 grudnia 1982(dts)      | 181    | 78   | skrzydłowy   | Vive Targi Kielce        |
| 23 | Damian Krzysztofik (**) | 16 kwietnia 1988(dts)     |        |      | obrotowy     | wychowanek               |
| 24 | Michał Chodara          | 17 marca 1983(dts)        | 182    | 85   | skrzydłowy   | Powen Zabrze             |
| 30 | Krzysztof Lipka         | 6 maja 1978(dts)          | 180    | 86   | bramkarz     | Azoty Puławy             |

Przyszli:
- Rafał Gliński ←  Vive Targi Kielce[37]
- Wiktor Jędrzejewski ←  Orlen Wisła Płock[30]
- Łukasz Szatko ←  Unia Tarnów[30]
- Paweł Kiepulski ←  GSPR Gorzów Wielkopolski[38]
- Damian Krzysztofik ←   KS Czuwaj POSiR Przemyśl (powrót z wypożyczenia w trakcie sezonu)

Odeszli:
- Damian Krzysztofik →  KS Czuwaj POSiR Przemyśl (wypożyczenie)[39]

## Vive Targi Kielce
Trener:  Bogdan Wenta

Asystent:  Tomasz Strząbała

Kierownik drużyny:  Marek Ścieszko

Trener bramkarzy:  Rafał Bernacki

Trener odnowy:  Tomasz Mgłosiek
| Nr | Imię i nazwisko       | Data urodzenia            | Wzrost | Waga | Pozycja      | Były klub                |
| -- | --------------------- | ------------------------- | ------ | ---- | ------------ | ------------------------ |
| 1  | Marcus Cleverly       | 15 czerwca 1981(dts)      | 188    | 92   | bramkarz     | TV Emsdetten             |
| 2  | Piotr Grabarczyk      | 7 stycznia 1987(dts)      | 200    | 103  | obrotowy     | SMS Gdańsk               |
| 4  | Bartłomiej Tomczak    | 7 września 1985(dts)      | 186    | 86   | skrzydłowy   | Zagłębie Lubin           |
| 5  | Michał Jurecki        | 27 października 1984(dts) | 202    | 110  | rozgrywający | TuS Nettelstedt-Lübbecke |
| 6  | Grzegorz Tkaczyk      | 22 grudnia 1980(dts)      | 194    | 98   | rozgrywający | Rhein-Neckar Löwen       |
| 7  | Mateusz Zaremba       | 27 października 1984(dts) | 198    | 95   | rozgrywający | HSV Insel Usedom         |
| 9  | Þórir Ólafsson        | 28 listopada 1979(dts)    | 189    | 86   | skrzydłowy   | TuS Nettelstedt-Lübbecke |
| 10 | Patryk Kuchczyński    | 17 marca 1983(dts)        | 182    | 87   | skrzydłowy   | Wybrzeże Gdańsk          |
| 13 | Mariusz Jurasik       | 4 maja 1976(dts)          | 190    | 98   | rozgrywający | Rhein-Neckar Löwen       |
| 15 | Mateusz Jachlewski    | 27 grudnia 1984(dts)      | 185    | 88   | skrzydłowy   | AZS-AWFiS Gdańsk         |
| 18 | Rastko Stojković      | 12 lipca 1981(dts)        | 191    | 115  | obrotowy     | HSG Nordhorn-Lingen      |
| 20 | Mateusz Przybylski ** | 24 września 1991(dts)     | 195    | 90   | rozgrywający | GSPR Gorzów Wielkopolski |
| 21 | Denis Buntić          | 13 października 1982(dts) | 198    | 106  | rozgrywający | Reale Ademar             |
| 22 | Željko Musa *         | 8 stycznia 1986(dts)      | 200    | 114  | obrotowy     | RK Gorenje Velenje       |
| 23 | Uroš Zorman           | 9 stycznia 1980(dts)      | 189    | 97   | rozgrywający | RK Celje Pivovarna Laško |
| 24 | Tomasz Rosiński       | 24 lutego 1984(dts)       | 192    | 92   | rozgrywający | Śląsk Wrocław            |
| 78 | Sławomir Szmal        | 2 października 1978(dts)  | 189    | 96   | bramkarz     | Rhein-Neckar Löwen       |

Przyszli:
- Denis Buntić ←  Reale Ademar[40]
- Željko Musa ←  RK Gorenje Velenje[41]
- Þórir Ólafsson ←  TuS Nettelstedt-Lübbecke[42]
- Mateusz Przybylski ←  GSPR Gorzów Wielkopolski (powrót z wypożyczenia)[43]
- Sławomir Szmal ←  Rhein-Neckar Löwen[40]
- Grzegorz Tkaczyk ←  Rhein-Neckar Löwen[40]
- Bartłomiej Tomczak ←  Zagłębie Lubin[40]

Odeszli:
- Mirza Džomba → koniec kariery[44]
- Rafał Gliński →  Stal Mielec[37]
- Henrik Knudsen →  Bergischer HC[45]
- Kazimierz Kotliński →  Warmia Anders Group Społem Olsztyn[46]
- Witalij Nat →  Powen Zabrze[34]
- Paweł Podsiadło →  Sélestat Alsace HB[47]
- Mateusz Przybylski →  Azoty-Puławy (wypożyczenie)[4]
- Krzysztof Szczecina →  MMTS Kwidzyn (wypożyczenie)[24]
- Daniel Żółtak →  Warmia Anders Group Społem Olsztyn[48]

## Warmia Anders Group Społem Olsztyn
Trener:  Zbigniew Tłuczyński

Asystent:  Krzysztof Maciejewski

Kierownik drużyny:  Jerzy Rudziński

| Nr | Imię i nazwisko       | Data urodzenia        | Wzrost | Waga | Pozycja      | Były klub                          |
| -- | --------------------- | --------------------- | ------ | ---- | ------------ | ---------------------------------- |
| 1  | Sebastian Sokołowski  | 7 lipca 1984(dts)     | 189    | 81   | bramkarz     | AZS-AWFiS Gdańsk                   |
| 4  | Paweł Ćwikliński      | 2 lipca 1985(dts)     | 178    | 85   | skrzydłowy   | AZS-AWFiS Gdańsk                   |
| 5  | Damian Moszczyński    | 20 stycznia 1980(dts) | 196    | 100  | rozgrywający | Vive Targi Kielce                  |
| 6  | Mateusz Jankowski     | 22 marca 1988(dts)    | 190    | 102  | obrotowy     | Piotrkowianin Piotrków Trybunalski |
| 10 | Mariusz Gujski        | 30 września 1982(dts) | 187    | 104  | rozgrywający | Śląsk Wrocław                      |
| 12 | Wojciech Boniecki     | 23 maja 1987(dts)     | 190    | 93   | bramkarz     | UKS Dwójka Ełk                     |
| 13 | Jacek Zyśk            | 13 czerwca 1979(dts)  | 188    | 92   | rozgrywający | wychowanek                         |
| 15 | Tomasz Garbacewicz    | 19 grudnia 1987(dts)  | 198    | 86   | rozgrywający | AZS Zielona Góra                   |
| 18 | Mateusz Kopyciński    | 20 marca 1988(dts)    | 185    | 89   | skrzydłowy   | SMS Gdańsk                         |
| 19 | Michał Bartczak       | 27 lutego 1987(dts)   | 194    | 92   | skrzydłowy   | Vive Targi Kielce                  |
| 21 | Krzysztof Szymkowiak  | 22 maja 1980(dts)     | 193    | 96   | rozgrywający | HC Berchem                         |
| 23 | Sebastian Rumniak     | 20 stycznia 1985(dts) | 193    | 83   | rozgrywający | Wisła Płock                        |
| 25 | Michał Nowak          | 15 stycznia 1982(dts) | 196    | 98   | rozgrywający | Zagłębie Lubin                     |
| 37 | Michał Krawczyk       | 22 lutego 1987(dts)   | 191    | 99   | rozgrywający | Kusy Kraków                        |
| 82 | Marcin Malewski       | 1 maja 1982(dts)      | 181    | 85   | skrzydłowy   | wychowanek                         |
|    | Kazimierz Kotliński   | 12 kwietnia 1974(dts) | 195    | 95   | bramkarz     | Vive Targi Kielce                  |
|    | Dominik Płócienniczak | 6 lipca 1985(dts)     | 194    | 94   | rozgrywający | Piotrkowianin Piotrków Trybunalski |
|    | Bartosz Wuszter       | 6 sierpnia 1977(dts)  | 190    | 97   | obrotowy     | Piotrkowianin Piotrków Trybunalski |
|    | Daniel Żółtak         | 28 lutego 1984(dts)   | 196    | 98   | obrotowy     | Vive Targi Kielce                  |

Przyszli:
- Kazimierz Kotliński ←  Vive Targi Kielce[46]
- Dominik Płócienniczak ←  Piotrkowianin Piotrków Trybunalski[49]
- Bartosz Wuszter ←  Piotrkowianin Piotrków Trybunalski[50]
- Daniel Żółtak ←  Vive Targi Kielce[48]

Odeszli:
- Szymon Hegier →[50]
- Paweł Molenda →[1]

## Zagłębie Lubin
Trener:  Jacek Będzikowski

Asystent:  Dariusz Bobrek

Kierownik drużyny:  Roman Zaprutko

Trener odnowy:  Sławomir Kardasz

Trener współpracujący:   Mariusz Knull

| Nr | Imię i nazwisko      | Data urodzenia            | Wzrost | Waga | Pozycja      | Były klub         |
| -- | -------------------- | ------------------------- | ------ | ---- | ------------ | ----------------- |
| 3  | Michał Stankiewicz   | 26 marca 1985(dts)        | 190    | 100  | obrotowy     | Vive Targi Kielce |
| 5  | Dariusz Rosiek       | 7 lutego 1990(dts)        | 189    | 94   | rozgrywający | wychowanek        |
| 8  | Paweł Adamczak       | 6 września 1986(dts)      | 188    | 95   | rozgrywający | Miedź Legnica     |
| 9  | Radosław Fabiszewski | 16 lutego 1976(dts)       | 192    | 90   | rozgrywający | Miedź Legnica     |
| 10 | Tomasz Kozłowski     | 18 października 1978(dts) | 182    | 84   | skrzydłowy   | wychowanek        |
| 11 | Mikołaj Szymyślik    | 14 września 1982(dts)     | 185    | 99   | rozgrywający | Chrobry Głogów    |
| 12 | Michał Świrkula      | 12 lipca 1982(dts)        | 192    | 100  | bramkarz     | Wybrzeże Gdańsk   |
| 13 | Michał Pułka         | 23 stycznia 1989(dts)     | 182    | 79   | rozgrywający | wychowanek        |
| 14 | Piotr Adamczak       | 20 lipca 1988(dts)        | 199    | 100  | rozgrywający | SMS Gdańsk        |
| 16 | Adam Malcher         | 21 maja 1986(dts)         | 196    | 108  | bramkarz     | Gwardia Opole     |
| 18 | Piotr Obrusiewicz    | 2 lipca 1973(dts)         | 184    | 85   | skrzydłowy   | Miedź Legnica     |
| 19 | Marceli Migała       | 31 stycznia 1983(dts)     | 189    | 101  | rozgrywający | Powen Zabrze      |
| 23 | Robert Kieliba       | 2 lutego 1984(dts)        | 190    | 90   | rozgrywający | Powen Zabrze      |
|    | Łukasz Kużdeba       | 16 lipca 1992(dts)        | 183    | 72   | skrzydłowy   | SMS Gdańsk        |
|    | Patryk Małecki       | 14 lipca 1992(dts)        | 190    | 92   | bramkarz     | MOS Wrocław       |

Przyszli:
- Jacek Będzikowski (trener) ←  TSV Hannover-Burgdorf[51]
- Łukasz Kużdeba ←  SMS Gdańsk[52]
- Patryk Małecki ←  MOS Wrocław[52]

Odeszli:
- Wojciech Klimczak →  Piotrkowianin Piotrków Trybunalski[1]
- Paweł Orzłowski → koniec kariery[53]
- Jerzy Szafraniec (trener) →[54]
- Bartłomiej Tomczak →  Vive Targi Kielce[40]